# Station Beltring
Beltring is een spoorwegstation in Beltring, district Tonbridge and Malling, Engeland. Station Beltring ligt aan de Medway Valley Line.